# Fåfängan

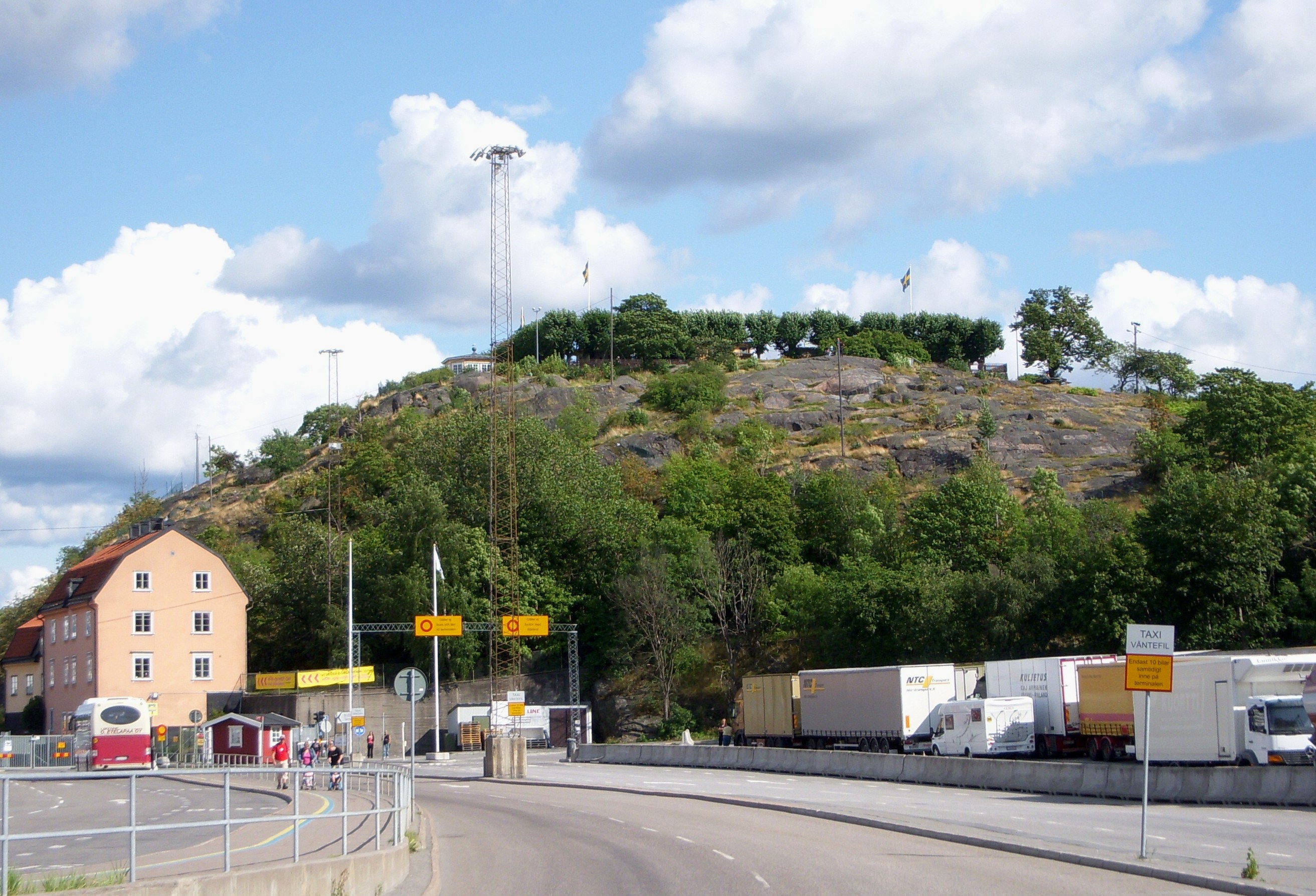
Fåfängan, vy från Londonviadukten i augusti 2009. Vid bergets fot syns Patons malmgård.

Fåfängan är en utsiktsplats med restaurang och kafé som ligger på berget nära Danviken så långt österut man kan komma på Södermalm i Stockholm. Med sin trädinramning av tuktade lindar, som syns från långt håll, är den ett karaktäristiskt inslag i Stockholms stadslandskap. När restaurangen är öppen hissas de fyra flaggorna på toppen av berget.

## Allmänt
Namnet Fåfängan kommer från grosshandlare Fredrik Lundins fåfänga, lusthuset på toppen, byggt på 1770-talet, sedan grosshandlaren hade köpt större delen av berget. Stieg Trenters roman Farlig fåfänga utspelar sig runt Fåfängan.

## Fåfängans äldre historia

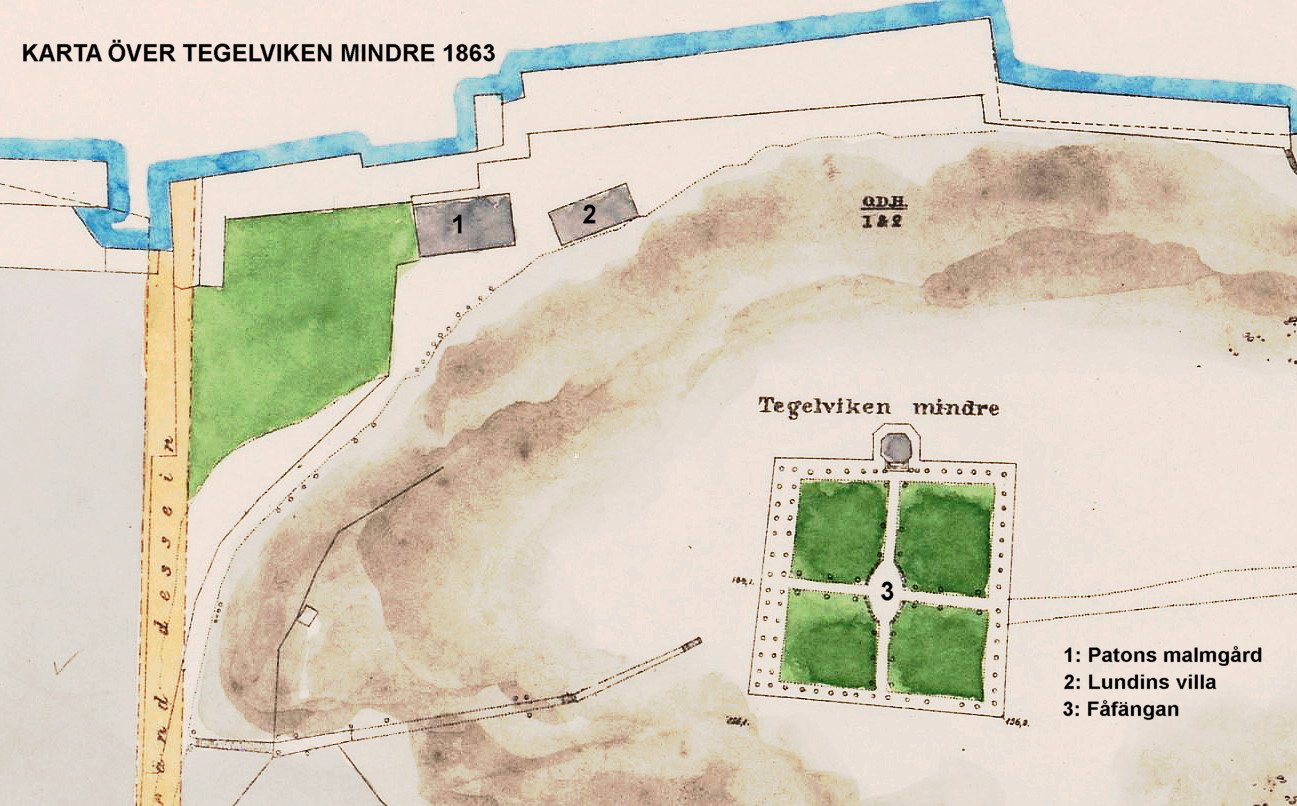
Pantons malmgård och Fåfängan 1863.

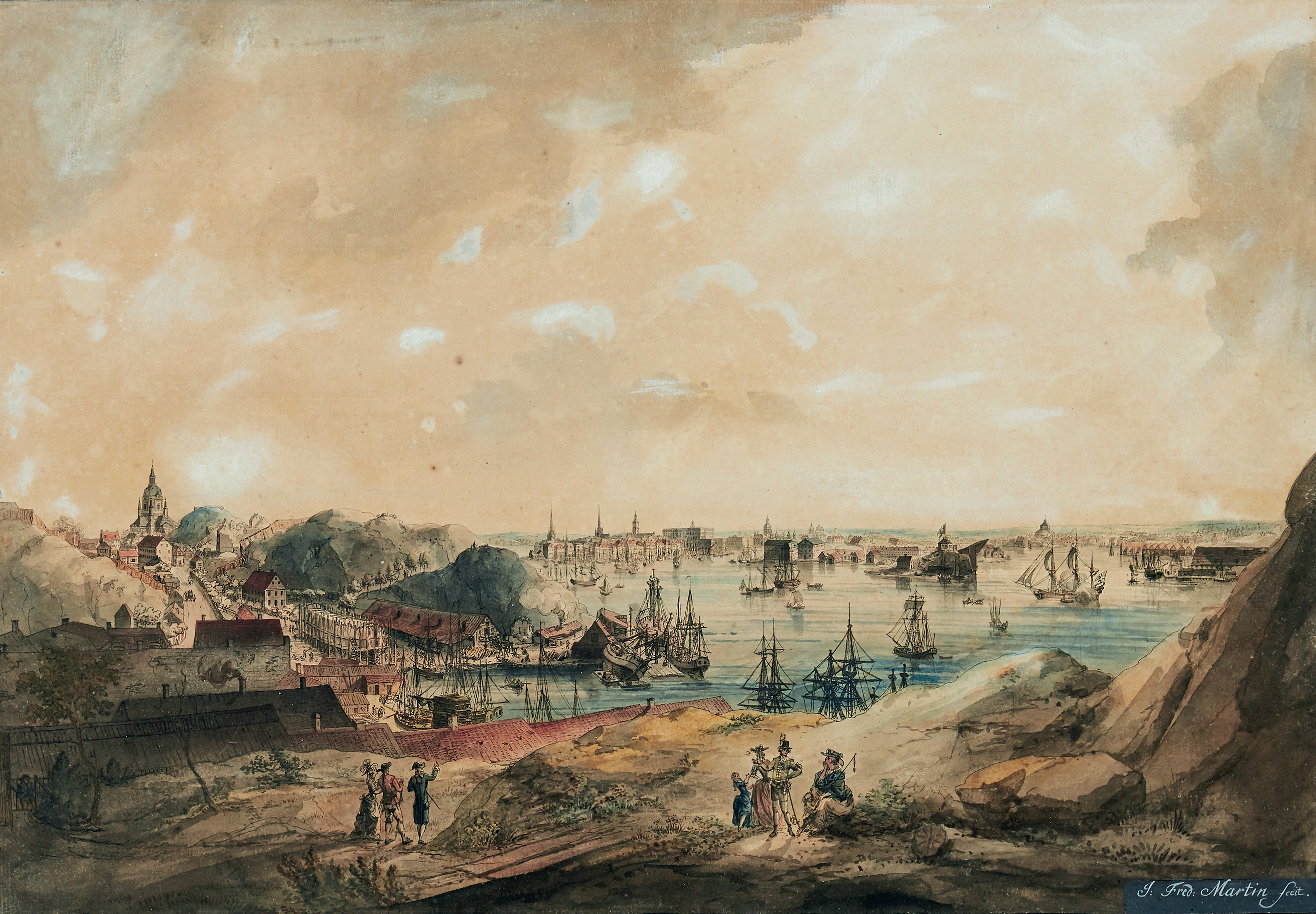
Stockholm från Lundins fåfänga på 1780-talet. Akvarellerad konturetsning av Johan Fredrik Martin.

Områdets historia börjar på 1600-talets mitt. Då anlades uppe på berget Danviks skans som tillsammans med Djurgårdens skans skulle bevaka Stockholms inlopp.
Platsen köptes 1774 av grosshandlare Fredrik Lundin och han anlade sitt lusthus på toppen av berget som han kallade Fåfängan. Lusthuset Fåfängan byggdes på bastionens fundament och vid lusthuset anlade han en trädgård. För de omfattande terrassmurarna användes sten från befästningen. Vägen upp till toppen hade redan 1710 byggts av ryska krigsfångar. Lundin fick inte länge njuta av sin Fåfänga, då han 1780 blev inblandad i en konkurs och flydde landet. Därefter hade egendomen många olika ägare, en av dem, grosshandlaren Daniel Asplund, lät uppföra en malmgård vid foten av Fåfängan.
År 1839 förvärvade den skotske skeppsredaren och grosshandlaren James Paton hela anläggningen, berget, lusthuset och malmgården. Under hans tid kompletterades husen på berget. De äldsta delarna av bebyggelsen är bland annat Bergshyddan, förmodligen från 1600-talet. Bergshyddan, som tidigare kallades "Fjällstugan", står vid halva höjden på en bergshylla mot norr. James Patons grannar var familjerna Lars Johan Hierta, Frans Schartau och Carl Fredrik Liljevalch, d.y. och familjernas barn lekte ihop. Schartaus familj bodde ett tag i Fjällstugan. Efter Patons död 1867 ärvde hans änka egendomen. Efter henne delades fastigheten av sonen och sonens svåger.

## Fåfängans nyare historia
Ägare till egendomen kring 1900-talet var familjen Funch. Då kallades gården Funchska malmgården. Familjen började sälja delar av marken i flera etapper, bland annat delen där Hammarbyleden skulle dras fram 1925. I samband med det sprängdes stora delar av berget bort, varigenom Fåfängans utseende mot norr förändrades kraftigt. Då anlades även ett järnvägsspår mellan Stadsgårdshamnen och Norra Hammarbyhamnen som går via en cirka 200 meter lång tunnel under Fåfängan (se Industrispåret Södra station–Hammarbyhamnen–Stadsgården).
Själva berget heter numera Fåfängan, men fram till 1965 var namnet Danviksberget. Berget har också haft andra namn tidigare, Södra skansberget och Danviksskans. Vägen upp hit heter Klockstapelsbacken efter den klockstapel som Danvikens hospitals kyrka hade här.
Mellan juli 1893 och april 1906 hade Saltsjöbanan en station med namnet Fåfängan. Den låg dock på Åsöberget, ungefär vid Kvastmakarbacken. Från Folkungagatan förde trappor (73 trappsteg) upp till stationen, där det även fanns biljettkur och telegraf.

## Fåfängan idag
Idag är Fåfängan ett omtyckt utflyktsmål. Fåfängan Restaurang & Evenemang renoverades inför sommaren 2005, då en ny restaurangbyggnad tillkom kallad Paviljongen. Även Bergshyddan med sina typiska yttertak (ett är av taktegel, ett av träplank och några av plåt) är numera varsamt renoverad. I Patons malmgård finns idag kontor och verksamheter med anknytning till fartygsterminalen och hamnen utanför. 
Patons malmgård, Bergshyddan och Fåfängans lusthus är idag blåklassade av Stadsmuseet i Stockholm vilket innebär att bebyggelsen bedöms ha "synnerligen höga kulturhistoriska värden".

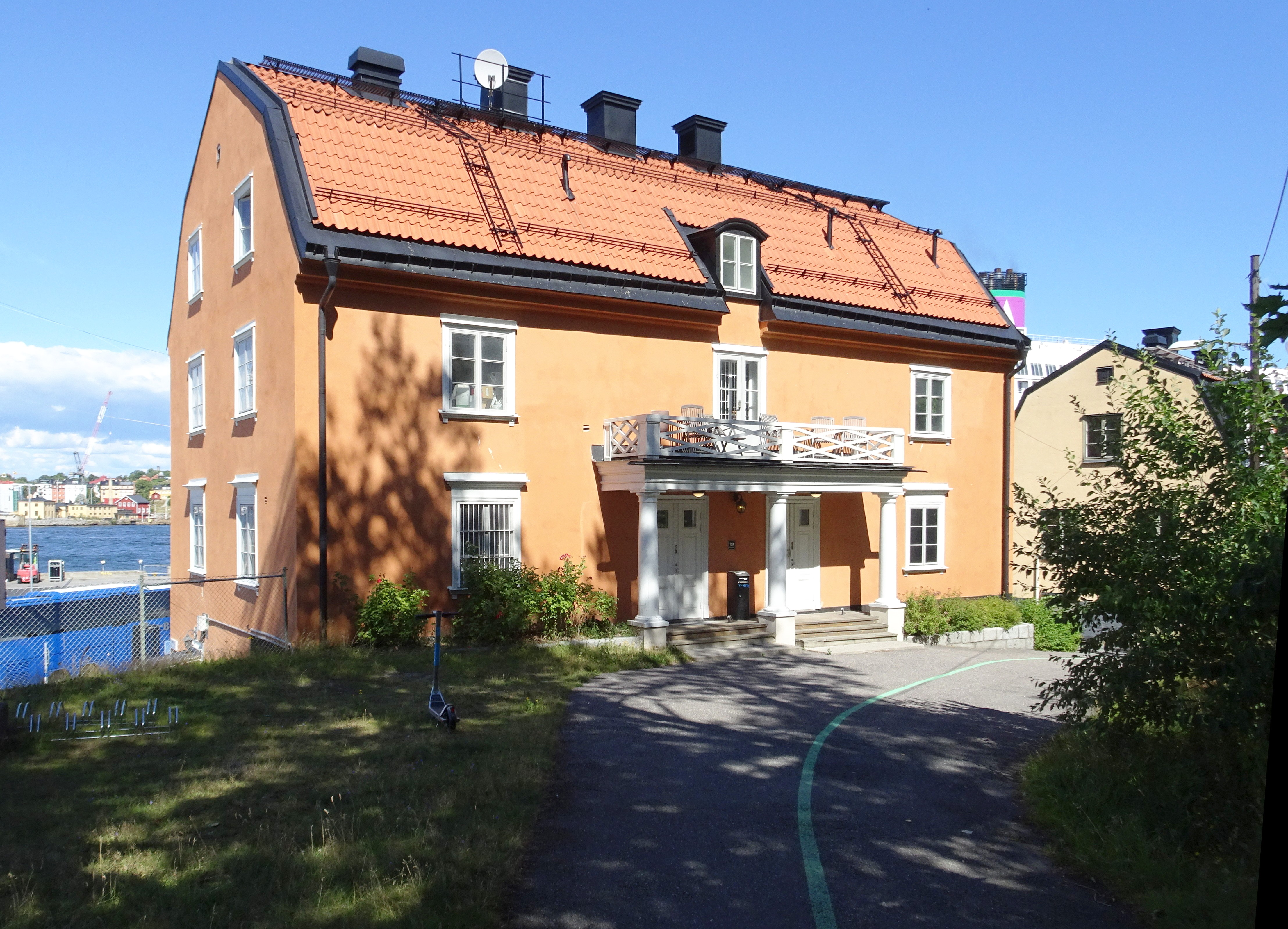
Patons malmgård.
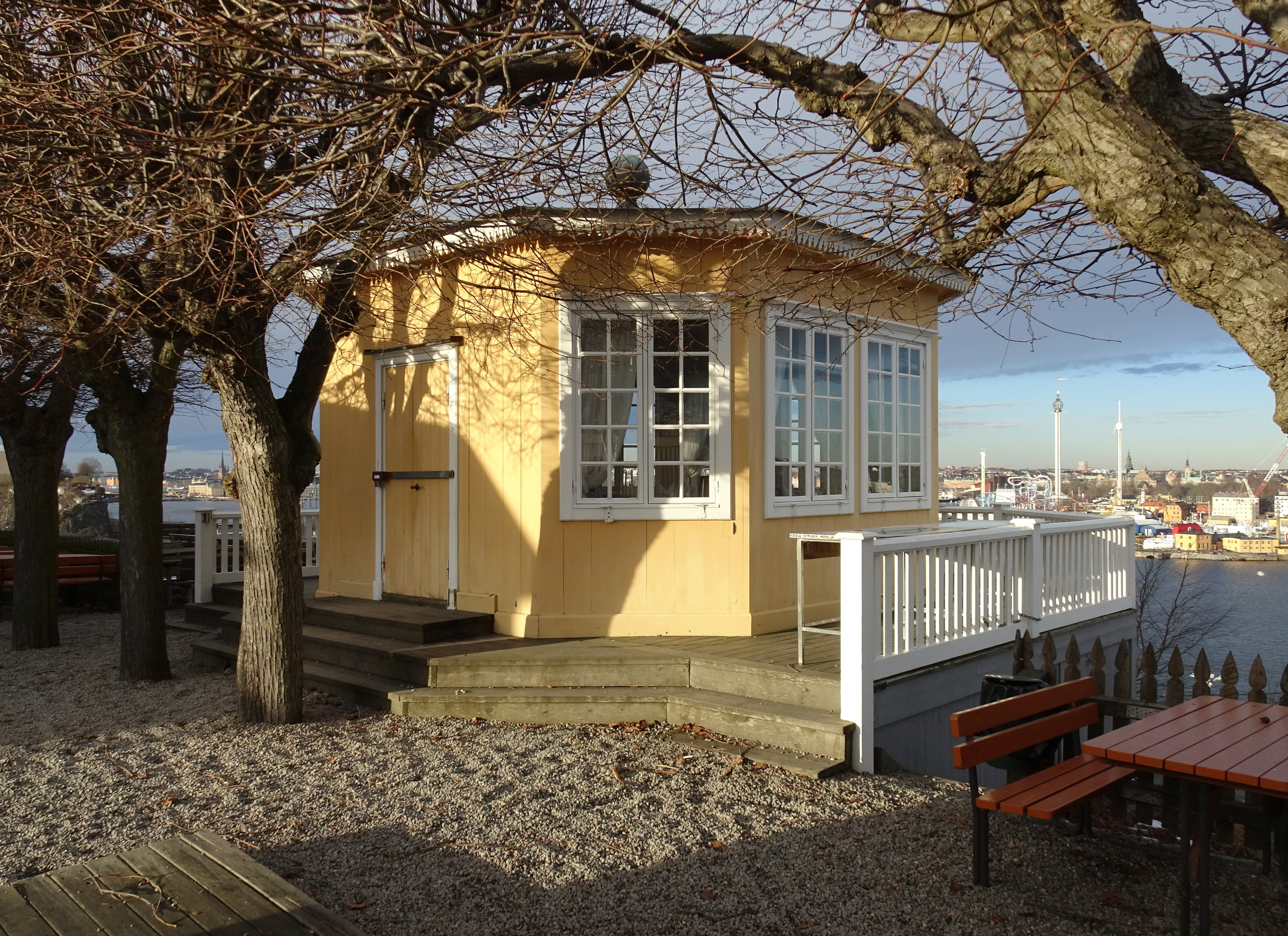
Fåfängans lusthus.
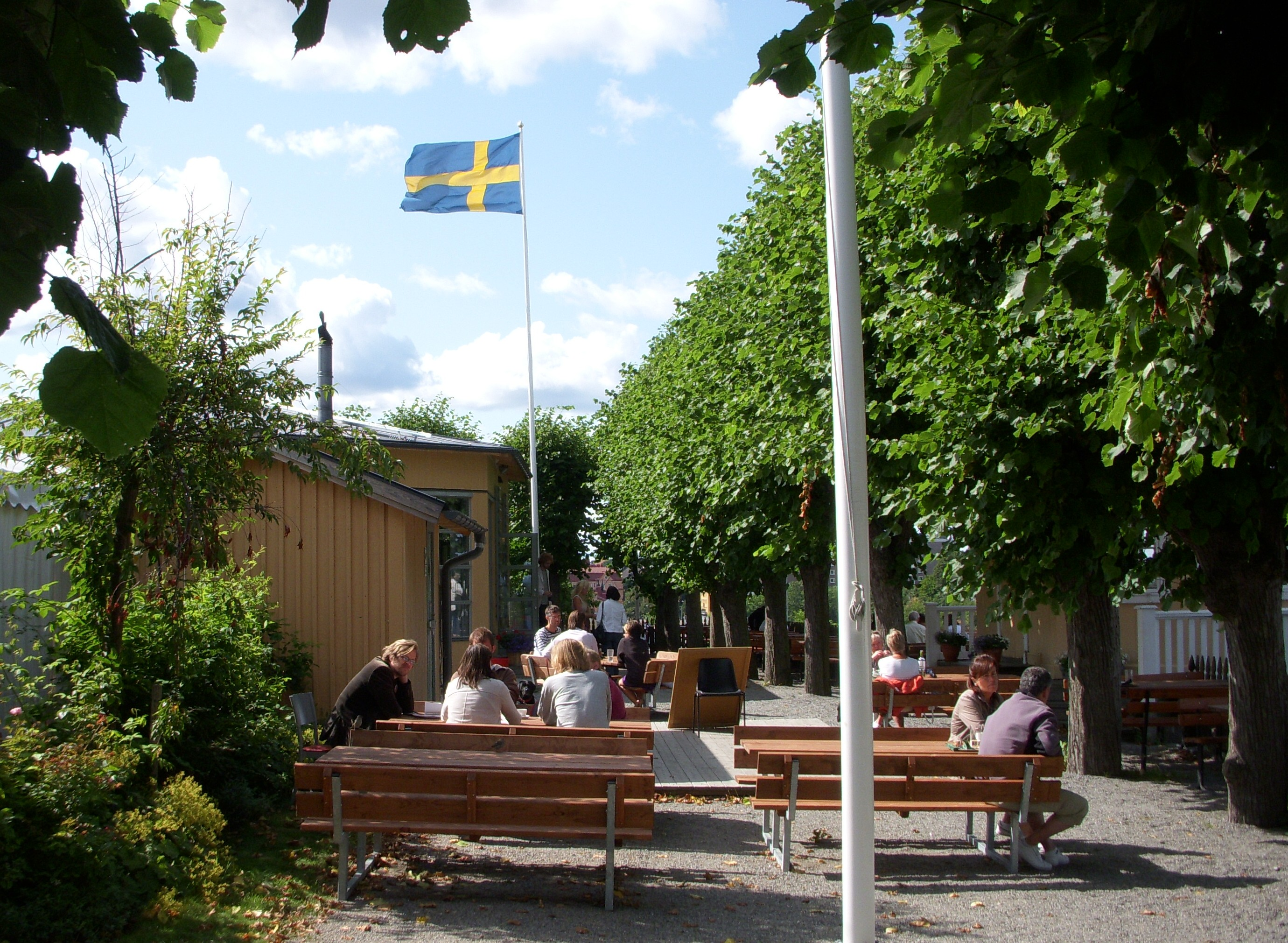
Fåfängans servering.
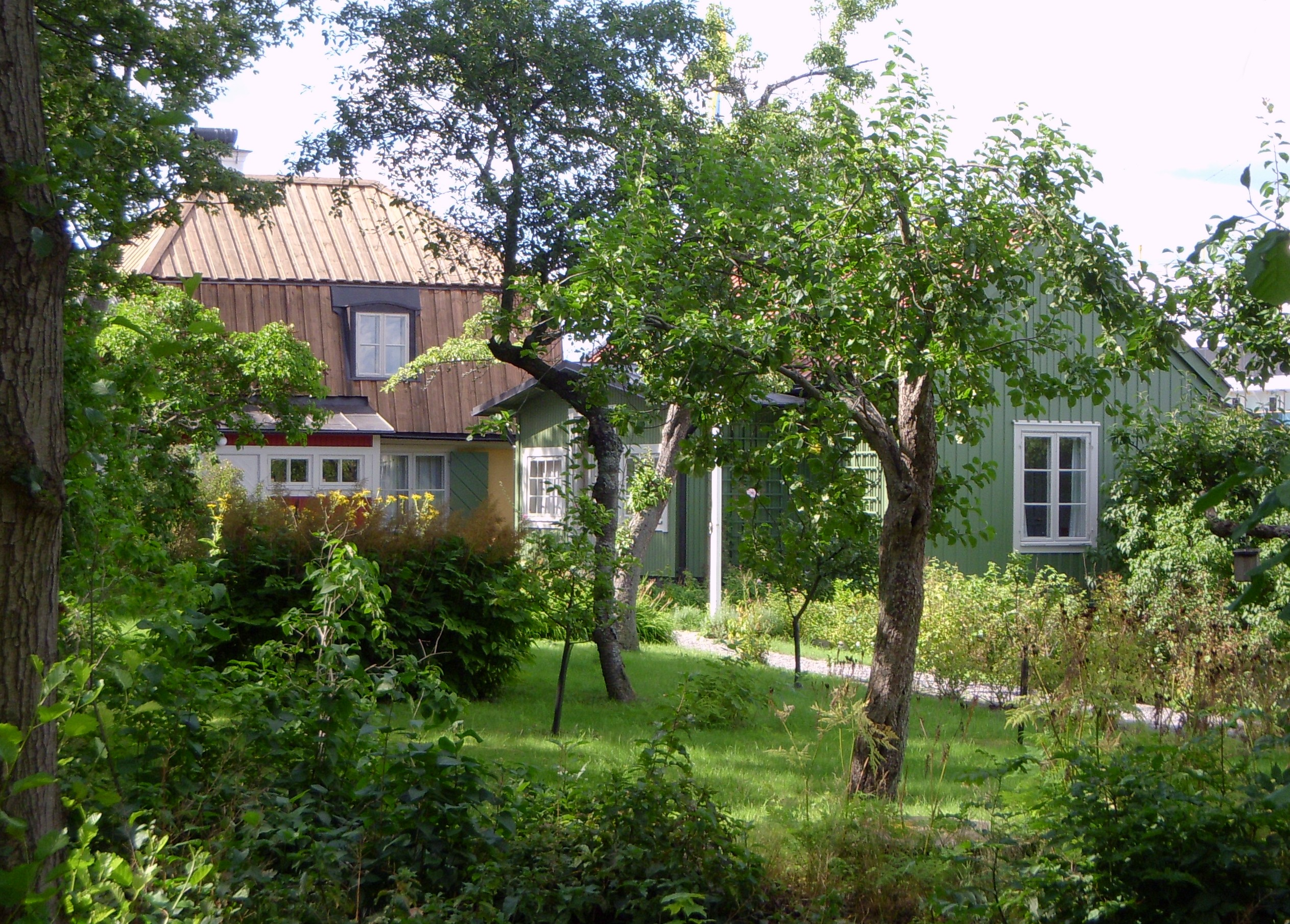
Bergshyddan.

## Andra fåfängor i Stockholm
I Stockholm fanns förr förutom Fåfängan (Lundins fåfänga) andra välkända fåfängor med vid utsikt:
- Titzens fåfänga på Skinnarviksberget, uppförd av överpolisgevaldigern Titz i hans trädgård.
- Westmans fåfänga i Sabbatsberg, uppförd av "bryggarkungen" Abraham Westman där sjukhuset nu ligger.
- Burgmans fåfänga på Skansenberget, uppförd av grosshandlaren och varvsägaren John Burgman vid Röda längan på Skansen.